# Emden (1925)
El Emden fue un crucero ligero construido por la Reichsmarine alemana a mediados de los años 1920. Única nave de su clase, fue también el primer gran buque de guerra construido en Alemania tras la Primera Guerra Mundial. De acuerdo con la secuencia, fue el tercer buque de la armada alemana en ostentar dicho nombre, siendo su epónimo la ciudad de Emden, en la actual Baja Sajonia y por entonces integrada en el Estado Libre de Prusia.

## Diseño y construcción

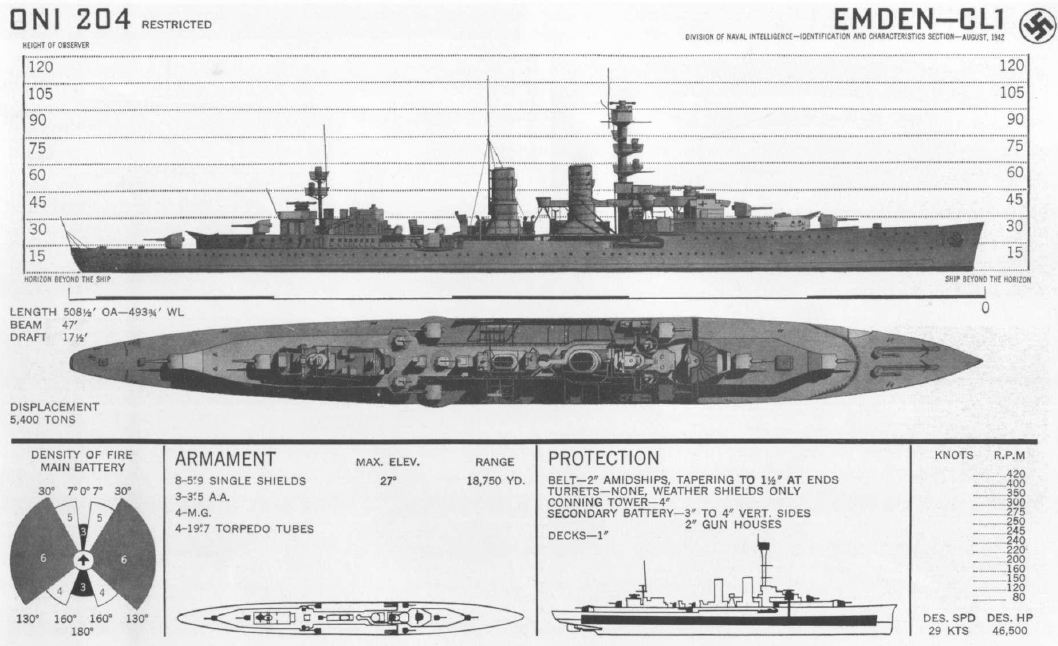
Dibujo de reconocimiento del Emden de la Oficina de Inteligencia Naval

Su quilla fue puesta en grada en el astillero Reichsmarinewerft de Wilhelmshaven en diciembre de 1921, la botadura del casco se produjo en enero de 1925 y el crucero entró en servicio en la marina alemana en octubre de ese mismo año. 
Su diseño estuvo claramente delimitado por las restricciones estipuladas en el Tratado de Versalles y por los dictados de la comisión de desarme de los aliados. Así, fue armado con una batería principal de ocho cañones de 150 mm, todos excedentes de la guerra mundial, montados en torretas individuales, tal y como ordenaron los aliados. Su velocidad máxima era de 29 nudos (54 km/h).

## Historial

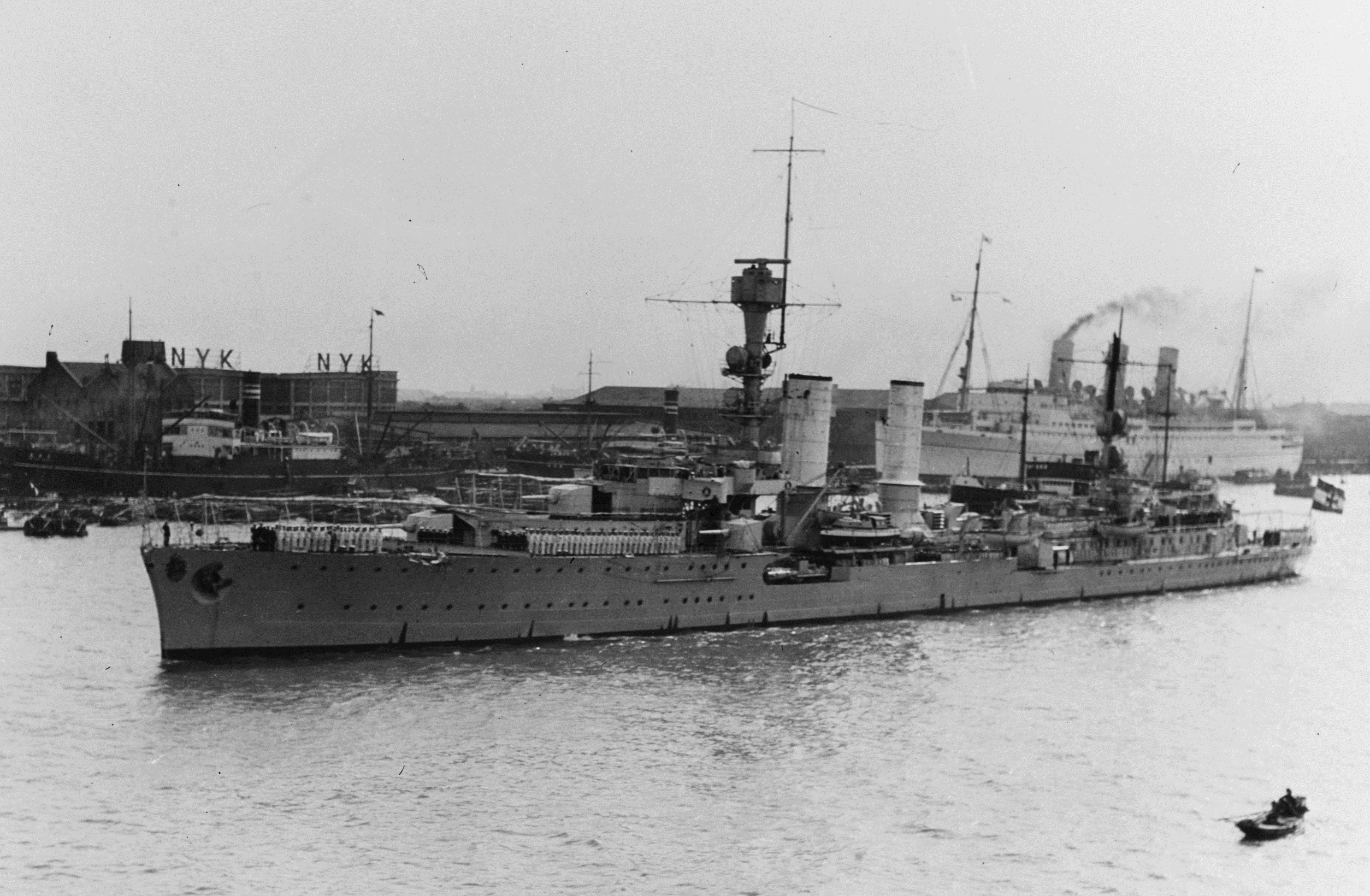
El Emden saliendo de Shanghái en 1931.

El Emden actuó la mayor parte de su carrera como buque escuela y en el período de entreguerras realizó varios cruceros de adiestramiento para cadetes. Con el estallido de la Segunda Guerra Mundial fue empleado para crear campos de minas frente a las costas alemanas y resultó dañado por un bombardero británico que se estrelló contra el crucero. 
Participó en la invasión de Noruega en abril de 1940, tras lo que regresó a su rol de buque escuela en el mar Báltico. Cumplió esta función con pequeñas interrupciones hasta septiembre de 1944, cuando fue desplegado en Noruega como buque insignia de las fuerzas alemanas destinadas a la colocación de minas. 
En enero de 1945 transportó los restos exhumados de Paul von Hindenburg desde Prusia Oriental a Pillau para evitar que cayeran en manos soviéticas. Mientras era reparado en Kiel el Emden resultó gravemente dañado por un bombardeo británico y poco después sus tripulantes lo vararon y volaron a la entrada del puerto.
Los restos del naufragio fueron desguazados para chatarra in situ durante los siguientes años, hasta 1949. La ornamentación de su proa se exhibe actualmente en el Deutsches Museum en Múnich.